# Distretto di Yungang
Il distretto di Yungang (云冈区S, Yúngāng QūP), già distretto di Nanjiao, è un distretto della Cina, situato nella provincia dello Shanxi e amministrato dalla prefettura di Datong.